# To the Last Man (film, 2008)
Pour les articles homonymes, voir To the Last Man.
Pour plus de détails, voir Fiche technique et Distribution.
To the Last Man est un film pornographique gay américain en deux parties réalisé par Chris Ward, Ben Leon et Tony DiMarco, d'après le film To the Last Man de Henry Hathaway, et sorti en 2008-2009.

## Synopsis

### Gathering Storm
Le ranch Double K, des frères Tanner et Jake, manque d'eau. Mais dans le ranch Flying V, tenu par Rick, elle coule en abondance.
Dillon prend une douche avant de se masturber. Puis il retrouve John qui travaille sur des fers à cheval. Dillon le déshabille et ils se livrent à des actes sexuels. Après qu'ils ont fini, Vance arrive pour dire à John qu'il doit s'occuper du portail du troupeau. Vance impose ensuite une fellation à Dillon.
Jake se rend sur le territoire du ranch Flying V pour y voler de l'eau. De son côté, R.J. reçoit les sexes de Dan et Tanner dans un plan à trois. Rick aperçoit Jake qui a volé son eau, et aussi que son employé John a sympathisé avec lui. Furieux, Rick se défoule sur Jackson, mais ce dernier sait comment le calmer.
Le lendemain, Tristan et R.J. se détendent de leur travail en se livrant l'un à l'autre. Tristan utilise aussi une clé pour culasse sur R.J. Les propriétaires de chaque ranch rassemblent leurs employés pour leur dire d'être sur leurs gardes. Scott surveille le ranch Flying V quand Logan apparaît. Ils se disputent et leur bagarre se transforme en relation sexuelle. Jake s'inquiète du manque d'eau quand John passe le voir avec de l'eau du ranch où il travaille. Ils s'embrassent et Jake propose à John de se retrouver plus tard aux ruines indiennes, où ils passent une nuit de passion.
Mais Damian les a vus et révèle à Rick que John l'a trahi. Ses hommes capturent John et Rick le marque au fer rouge. Puis ils font irruption au Double K, prennent Jake et le pendent, Rick lui tirant dessus pour s'assurer de sa mort,.

### Guns Blazing
Après que les hommes du Double K ont quitté la tombe de Jake, John vient à son tour s'y recueillir. Mais un homme le surprend et ils s'entretuent. Pendant ce temps, Rick et Damian prennent du bon temps. Quand la pluie survient, Tanner est désespéré d'avoir perdu son frère pour une histoire d'eau.
Renn et Tristan s'amusent dans le foin de l'étable. De son côté, Scott est parti voler de l'eau au ranch Flying V, mais il décide de nager et Vance le surprend. Attiré par le sexe que Vance exhibe, Scott s'offre à lui. Malgré cela, Vance ne veut pas laisser le vol de l'eau impuni, et dans la bagarre, Scott le tue.
Jackson explique à Damian la vieille querelle familiale qui oppose les deux ranches puis ils s'occupent l'un de l'autre. Mais un coup de feu retenti : les hommes du Double K ont tué Damian. À leur tour, les hommes du Flying V abattent Jimmy qui venait de se masturber dans son bain. Logan tranche la gorge de R.J. dans son sommeil. Tristan est tué d'un coup de fusil. Logan couvre son corps d'essence et le brûle. Jackson abat Renn, Tanner et Scott arrivent trop tard et Tanner jure de tuer Rick.
Le pasteur Matt vient dire à Rick que ce bain de sang doit cesser. Rick lui tire dessus mais la balle est arrêtée par la bible et la flasque de whisky du père Matt. Tanner est capturé par Logan et Rick, qui le frappent et le violent. Entendant des coups de feu, Rick et Logan décident de tuer le reste des hommes du Double K, et Tanner en profite pour s'échapper. Un dernier combat laissera un seul survivant,.

## Fiche technique
- Titre original : To the Last Man
- Réalisation : Chris Ward, Ben Leon et Tony DiMarco
- Scénario : Tony DiMarco, d'après le roman To the Last Man: A Story of the Pleasant Valley War de Zane Grey.
- Photographie : Geof Teague et Kent Taylor
- Montage : Chris Ward, Ben Leon et Tony DiMarco
- Musique : J.D. Slater, Nekked, Camille Saint-Saëns : Aquarium (Le Carnaval des animaux)
- Producteur : Chris Ward
- Société de production : Raging Stallion Studios
- Sociétés de distribution : Raging Stallion Studios
- Langues : anglais
- Format : Couleur
- Genre : Film pornographique
- Durée : 347 minutes (188 + 159 minutes)
- Dates de sortie : 2008 et 2009  États-Unis

## Distribution

### Ranch Double K
- Scott Tanner : Tanner
- Jake Deckard : Jake
- Scott Campbell : Scott
- Dan Rhodes : Dan
- R.J. Danvers
- Tristan Jaxx
- Jimmy Tripps
- Rick Powers : Renn
- Lucy : le chien (rôle non sexuel)

### Ranch Flying V
- Ricky Sinz : Rick
- Damien Crosse : Dillon
- Antonio Biaggi : Vance
- Antton Harri : John
- Jackson Wild : Jackson
- Logan McCree
- Damian Rios
- Matthew Johnson : le pasteur (rôle non sexuel)

## Récompenses
- GayVN Awards 2009 : meilleure réalisation, meilleure photographie, meilleur montage, meilleur acteur pour Ricky Sinz, meilleure direction artistique, meilleure musique, meilleure image, meilleur trio[5]
- Grabby Awards 2009 : meilleure réalisation, meilleur second rôle pour Scott Tanner[6]
- XBIZ Award 2009 : film LGBT de l'année[7]

## Autour du film

### Thématique
Les cow-boys inspirent depuis longtemps des œuvres homoérotiques, comme le remarque Chris Ward. Les dessins de George Quaintance en témoignent. Des films de cow-boys homosexuels existent depuis les années 1960, avec Lonesome Cowboys (1969) d'Andy Warhol ou Macadam Cowboy. To the Last Man a appelé la comparaison avec Le Secret de Brokeback Mountain (2005), mais les deux films sont très différents.
Le film se fait remarquer pour sa violence : le film comporte des scènes de marquage au fer rouge, de pendaison, et tous les personnages meurent à la fin, sauf un.

### Financement
Chris Ward a déclaré que le budget avoisinait les 200 000 $, ce qui en fait le film porno gay le plus cher de l'année 2009. Un précédent film produit chez Raging Stallion Studios, Grunts, avait un budget comparable et avait été un succès.
Ben Leon souligne que le scénario est plus détaillé et travaillé que pour un film pornographique habituel : « Un scénario complet ajoute beaucoup de temps et d'argent à un projet. […] Nous avons fait l'acquisition d'une steadicam, d'une petite grue et d'une dolly sur rails pour améliorer la prise de vue. »
Le film est tourné en Californie du Nord et en Arizona.

### Réception
Le film est très bien accueilli par les critiques, qui saluent « une production si élaborée et accomplie que je n'en avais jamais encore vue de telle », dans laquelle les réalisateurs « créent un western sans concession aussi bien qu'un film de boules ».
Il reçoit la plupart des récompenses du domaine, lors des cérémonies de 2009.
L'universitaire David Halperin en parle dans son livre How to be Gay.